# Pedro Fernández de Guadalupe

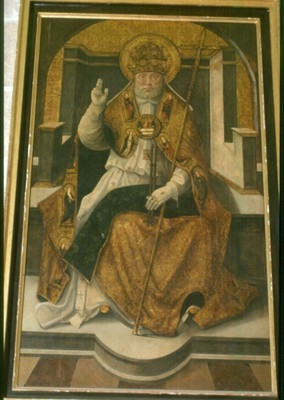
Atribuido a Pedro Fernández de Guadalupe: San Pedro, óleo sobre tabla, Catedral de Sevilla.

Pedro Fernández de Guadalupe fue un pintor nacido en Córdoba (España) a finales del siglo XV. Hijo del también pintor Miguel Sánchez de Guadalupe.
Discípulo de Alejo Fernández, trabajó para la catedral de Sevilla al menos desde 1509 y hasta 1536 en que fue cesado, ocupado en trabajos varios de dorado, policromado y decoraciones efímeras. En 1528 contrató con la catedral un retablo de San Pedro para el desaparecido Corral de los Olmos, que se ha relacionado con el lienzo de San Pedro en Cátedra procedente del Colegio de San Miguel, donde lo descubrió en 1896 José Gestoso, conservado ahora en la Sacristía de los Cálices de la misma catedral.
Hacia 1539 trabajó con Hernando de Esturmio y Antón Sánchez de Guadalupe en el retablo San Pedro y San Pablo de la Iglesia de San Pedro de Arcos de la Frontera.